# Karel Sabbe

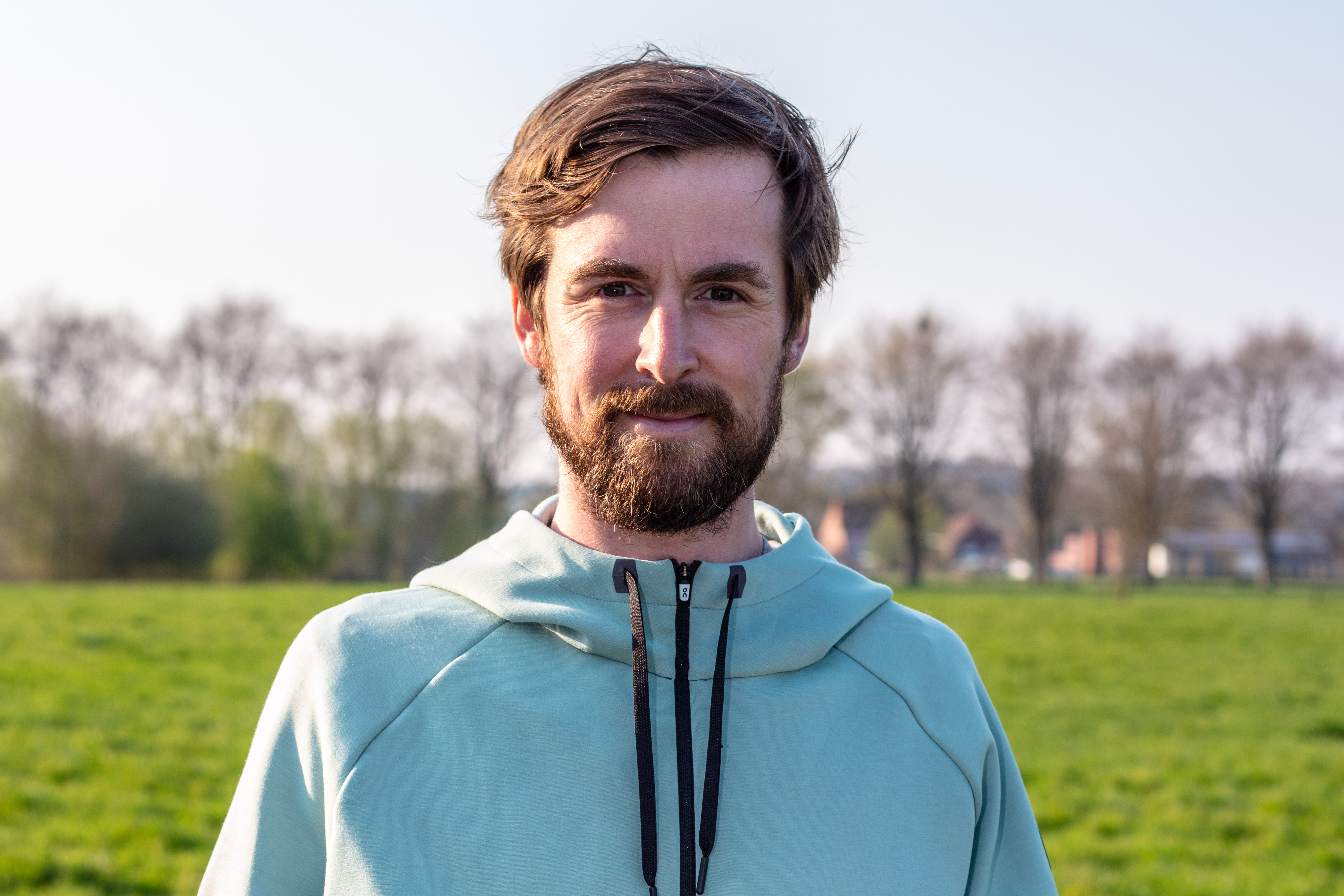
Een portret van Karel Sabbe in Anzegem.

Karel Sabbe (Waregem, 23 oktober 1989) is een Belgisch tandarts en ultraloper.

## Levensloop
Karel Sabbe is beroepshalve tandarts. Tijdens zijn jeugd en studentenperiode deed hij voornamelijk aan voetbal en tennis.
In 2014 liep hij zijn eerste marathon, zonder verder enige achtergrond in hardlopen participeerde hij in 2015 aan de Coast to Coast-race in Nieuw-Zeeland bestaande uit een trailrun van 36 km, 67 km kajakken en 140 km fietsen.
In 2016 liep hij de Marathon des Sables als voorbereiding op de Pacific Crest Trail later dat jaar, waar hij 37e eindigde van de 1.200 starters. De 4.300 km lange Pacific Crest Trail finishte hij uiteindelijk in 52 dagen, 8 uur en 25 minuten, waarmee hij wereldrecordhouder Joe McConaughy van de troon stootte. In 2018 liep hij de Appalachian Trail. Met een tijd van 41 dagen, 7 uur en 39 minuten verbeterde hij het record dat ook op naam van McConaughy stond met 4 dagen. Voor beide records kreeg hij vermelding in het Guinness Book of Records.
In 2019 nam Sabbe voor het eerst deel aan de Barkley Marathons, een jaarlijkse loopwedstrijd in het Frozen Head State Park in de Amerikaanse staat Tennessee die vaak als de zwaarste ultratrailwedstrijd ter wereld wordt omschreven. Geen enkele deelnemer finishte dat jaar, maar Sabbe hield het wel uit tot de 4e lus, waarmee hij last man standing was.
In 2020 kon hij vanwege de COVID 19-pandemie niet naar de Verenigde Staten afreizen voor een nieuwe deelname aan de Barkley Marathon. De wedstrijd werd kort voor de start bovendien geannuleerd. In augustus dat jaar werd hij recordhouder op de Alta Via 2 in de Italiaanse Dolomieten. Hij legde de tocht van 160 kilometer en 12.130 hoogtemeters in 37 uur af, waarmee hij 4 uur van het record afdeed. In oktober nam hij deel aan de internationale race van Big's Backyard Ultra waarbij deelnemers elk uur een ronde van 6,706 kilometer lopen. Hij liep 75 ronden, wat goed was voor 502 km in 75 uur. Hij liep daarmee een wereldrecord.
Ook in 2022 slaagde Sabbe er niet in de Barkley Marathons uit te lopen. Hij bleef als voorlaatste over, maar werd hallucinerend teruggevonden toen hij de weg vroeg aan een vuilnisbak en door de lokale sheriff meegenomen.
Op 17 maart 2023 voltooide hij bij zijn derde deelname wel de Barkley Marathons in 59 uur, 53 minuten en 33 seconden. Hij werd daarmee de eerste Belg en de 17e finisher ooit van de race. Later dat jaar liep hij opnieuw de Pacific Crest Trail. Zijn record uit 2016 was in 2021 door Timothy Olson verbroken met een tijd van 51 dagen, 16 uur en 55 minuten, 15,5 uur sneller dan de tijd van Sabbe. Sabbe moest een omweg van 165 km lopen vanwege bosbranden in de staat Washington, maar voltooide de Pacific Crest Trail in 46 dagen, 12 uur en 50 minuten, ruim vijf dagen sneller dan Olson.
In februari 2025 verbrak Sabbe het record van het wandelpad Te Araroa in Nieuw-Zeeland van 3006 kilometer. Sabbe legde in 31 dagen de hele lengte af, de snelste tijd stond op 49 dagen.

## Trivia
Sabbe werd tijdens de Pacific Crest Trail, Appalachian Trail en Barkley Marathons logistiek ondersteund en begeleid door zijn schoonbroer en kinesist, Joren Biebuyck.
In Gent is een kunstmatige berg in het recreatiedomein de Blaarmeersen naar hem genoemd, de Karel Sabbeberg, nadat hij deze berg duizend keer opliep bij wijze van training.

## Palmares
- 2016 - Marathon des Sables (37e van 1.200 deelnemers)
- 2016 - recordtijd op de Pacific Crest Trail[1]
- 2018 - recordtijd Appalachian Trail[2]
- 2019 - "Last Man Standing" op de Barkley Marathons[3]
- 2020 - wereldkampioen en wereldrecord Big's Backyard Ultra[6]
- 2021 - recordtijd op de Via Alpina, Red trail [13]
- 2023 - 17de finisher Barkley Marathons[8]
- 2023 - recordtijd Pacific Crest Trail[10]
- 2025 - recordtijd Te Araroa (Nieuw-Zeeland)[11]